# Edgar Röhricht
Le titre de cet article contient le caractère ö. Quand celui-ci n'est pas disponible ou n'est pas désiré, le nom de l'article peut être représenté comme Edgar Roehricht.
Edgar Röhricht (16 juin 1892 à Liebau — 11 février 1967 à Linz am Rhein) est un General der Infanterie allemand au sein de la Heer dans la Wehrmacht pendant la Seconde Guerre mondiale.
Il a été récipiendaire de la Croix de chevalier de la Croix de fer. Cette décoration est attribuée en reconnaissance d'un acte d'une extrême bravoure ou d'un succès de commandement important du point de vue militaire.

## Biographie
Il était sur le front lors de la première guerre mondiale avec le 157e régiment d'infanterie et promu. Il a été blessé  plusieurs fois et récompensé par les croix de fer. En 1936, il a été nommé premier officier d'état-major général Oberstleutnant au Wehrkreiskommando IV à Dresde. Là, il est devenu un employé de Generalmajor Friedrich Olbricht. Edgar Röhricht est capturé par les forces alliées en 1945 et reste en captivité jusqu'en 1947. Edgar Röhricht vivait à Linz am Rhein, où il est décédé à l'âge de 74 ans, le 11 février 1967 et est enterré au Stadtfriedhof de Linz.

## Décorations
- Croix de fer (1914)
  - 2e Classe
  - 1re Classe
- Insigne des blessés (1914)
  - en Argent
- Croix d'honneur
- Agrafe de la Croix de fer (1939)
  - 2e Classe
  - 1re Classe
- Médaille du Front de l'Est
- Croix allemande en Or (9 avril 1943)
- Croix de chevalier de la Croix de fer
  - Croix de chevalier le 15 mai 1944 en tant que Generalleutnant et commandant de la 95. Infanterie-Division[2]